# Klupinniemi
Klupinniemi är en halvö i Finland.   Den ligger i landskapet Egentliga Finland, i den sydvästra delen av landet, 200 km väster om huvudstaden Helsingfors. Klupinniemi ligger på ön Kaurissalo.